# Hungry Daughters of Starving Mothers
Hungry Daughters of Starving Mothers (en español Hijas Hambrientas de Madres Famélicas) es una historia de fantasía urbana y terror de 2015 escrita por Alyssa Wong. Fue publicada por primera vez en la revista Nightmare.

## Sinopsis
Jenny es un ser mágico que vive en la ciudad de Nueva York, donde se alimenta de las emociones y pensamientos negativos de las personas que conoce en sitios de citas. Cuando la negatividad de su última cita es mucho más fuerte de lo que había previsto, descubre que una negatividad menor ya no la satisface y comienza a buscar situaciones cada vez peores.

## Recepción
La historia corta ganó el premio Nebula a la mejor historia corta de 2015 y el premio World Fantasy Award—Ficción Corta 2016. Fue además finalista del premio Bram Stoker de ficción corta 2015. Kirkus Reviews lo describió como "un giro innovador en el mito de los vampiros". Tangent Online elogió la "premisa y (...) voz narrativa" de la historia, así como su prosa, pero en general la criticó por estar "diluida" y ser "más larga de lo (...) que necesitaba ser".